# Gare de Kyiv-Volynskyi
La Gare de Kyiv-Dniprovskyi (en ukrainien : Київ-Волинський), est une gare ferroviaire du Train urbain électrifié de Kiev et qui est ouverte aux trains régionaux en Ukraine.

## Situation ferroviaire
Elle est exploitée par le réseau Pivdenno-Zakhidna zaliznytsia d'Ukrzaliznytsia.

## Histoire
Elle est ouverte en 1900.
Elle porte le nom de la rue qui y mène.

### Accueil

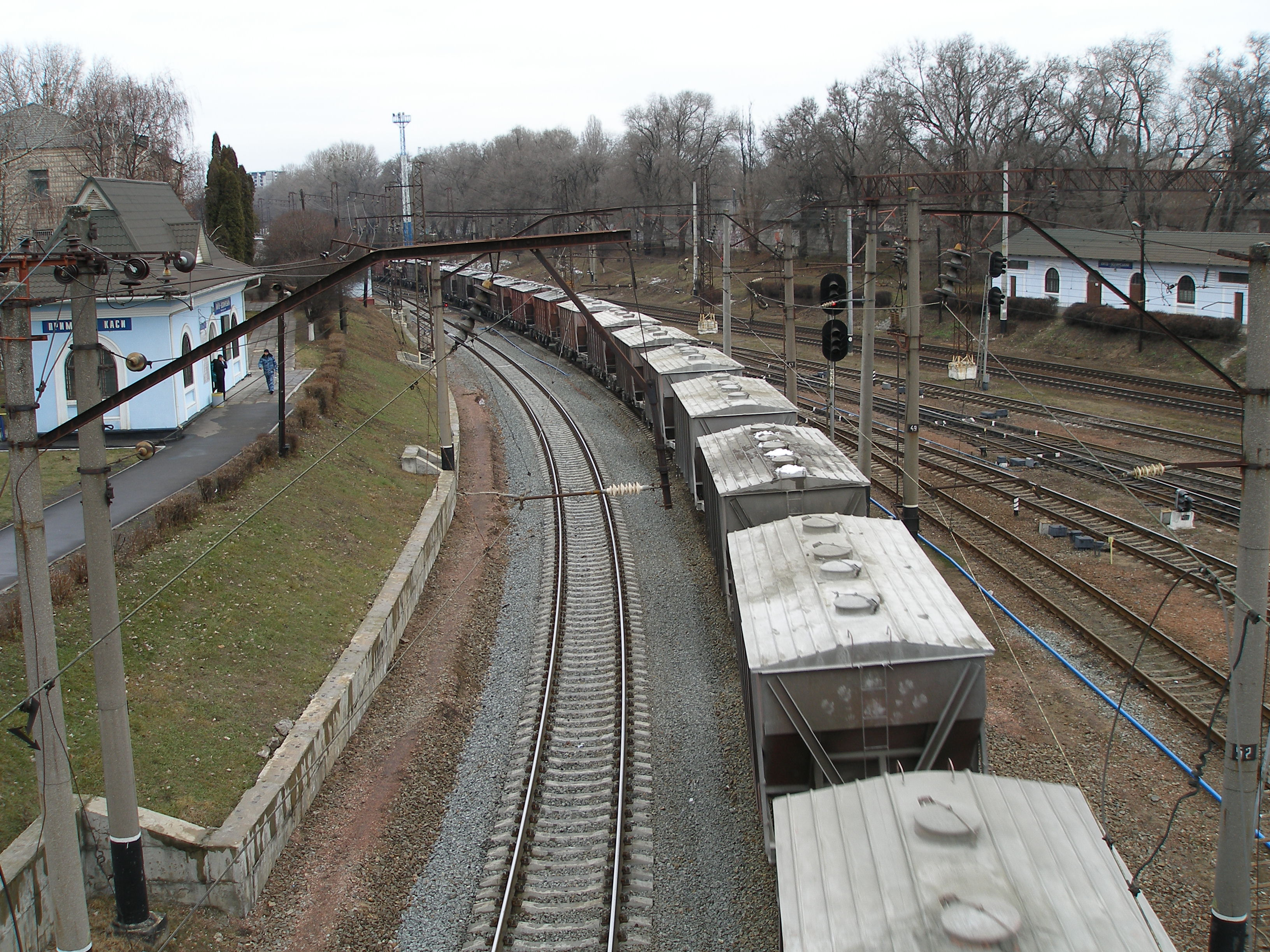
Quais, voies et deux bâtiments.

### Intermodalité
Accessible par le trolleybus.